# Sparetra
Sparetra ist eine mythische Königin der Saken und die Frau des Königs Amorges. Laut Ktesias gelang es Kyros, den König gefangen zu nehmen, doch Sparetra sammelte ein Heer von 20.000 Frauen und 30.000 Männern um sich und konnte damit die Perser schlagen. Im anschließenden Gefangenenaustausch erhielt ihr Gatte die Freiheit wieder. Danach unterstützte Amorges die Perser, kam Kyros zur Hilfe, als dieser im Kampf gegen die Derbiker und ihre indischen Verbündeten stand, und verhalf ihm zum Sieg.
Nach Herodot (IX 71,1; 113,2) sind die Saken amyrgische Skythen und Nachbarn der Baktrer, die sich Kyros bereits unterworfen hatten. Der Feldzug spielte sich also im äußersten Norden des Perserreiches ab. Ob es sich bei Sparetra um eine reale Person handelt, ist umstritten. Kriegerische Frauen sind sowohl für die Skythen wie für die Sauromaten belegt. Diodor (II 34,3) berichtet von der kriegerischen Saken-Königin Zarina oder Zarinaia, in der manche das Vorbild der Sparetra sehen. Autoren wie Auberger glauben, dass Ktesias lediglich einen Kontrast zu den intriganten persischen Hofdamen setzen wollte.